# WWE Night of Champions
WWE Night of Champions (Noche De Campeones en español)  es un evento anual de evento en vivo premium producido por la empresa de lucha libre profesional WWE. El evento cuenta con combates entre luchadores de las dos marcas existentes de la WWE (Raw y SmackDown), anteriormente con la ECW.
Night of Champions fue incorporado a la programación de PPVs de la WWE en 2008, reemplazando a Vengeance y Vengeance: Night of Champions como el evento del mes de junio, aunque desde 2010 el evento es realizado en el mes de septiembre. En 2016, el evento fue reemplazado por WWE Clash of Champions. La temática del evento es que todos los campeonatos de la WWE son defendidos en el mismo.
Night of Champions es considerado oficialmente como el mismo evento que Vengeance y Vengeance: Night of Champions, y no uno completamente distinto. En 2011, la WWE programó tanto un evento Night of Champions como un evento Vengeance, en donde el último nombre reemplazaría a Bragging Rights en la tarjeta de eventos de octubre de 2011, mientras que Night of Champions retuvo su ranura original. En 2012, Vengeance fue eliminado de la agenda de eventos programados para ese año.

## Ediciones

### 2008
Night of Champions 2008 tuvo lugar el 29 de junio del 2008 desde el American Airlines Center en Dallas, Texas. El tema oficial del evento fue "Devour" de Shinedown.

#### Resultados
- Dark Match: Jeff Hardy derrotó a Montel Vontavious Porter.
  - Hardy cubrió a MVP después de un «Swanton Bomb».
- John Morrison & The Miz derrotaron a Finlay & Hornswoggle y retuvieron el Campeonato en Parejas de la WWE. (8:46)[4]
  - Morrison cubrió a Hornswoggle después de lanzarlo desde el esquinero superior.
- Matt Hardy derrotó a Chavo Guerrero (con Bam Neely) y retuvo el Campeonato de los Estados Unidos. (9:21)[5]
  - Hardy cubrió a Guerrero después de un «Twist of Fate».
- Mark Henry derrotó a Kane (c) y The Big Show y ganó el Campeonato de la ECW. (8:17)[6]
  - Henry cubrió a Kane después de un «Big Splash».
- Ted DiBiase & Cody Rhodes derrotaron a Hardcore Holly y ganaron el Campeonato Mundial en Parejas. (1:30)[7]
  - DiBiase cubrió a Holly después de un «Dream Crusher».
  - Originalmente, Rhodes era el compañero de Holly, pero lo traicionó, aliándose con DiBiase cambiando a heel.
  - Esta fue la última lucha de Hardcore Holly en la WWE.
- Kofi Kingston derrotó a Chris Jericho (con Lance Cade) y ganó el Campeonato Intercontinental. (10:59)[8]
  - Kingston cubrió a Jericho después de un «Trouble in Paradise».
  - Durante la lucha, Shawn Michaels intervino despistando a Jericho.
- Mickie James derrotó a Katie Lea Burchill (con Paul Burchill) y retuvo el Campeonato Femenino. (7:16)[9]
  - James cubrió a Katie Lea después de un «Mickie-DDT».
- Edge derrotó a Batista (con Chavo Guerrero como árbitro especial) y retuvo el Campeonato Mundial Peso Pesado. (18:13)[10]
  - Edge cubrió a Batista después de golpearle con el cinturón.
  - Durante la lucha, La Familia (Bam Neely, Curt Hawkins & Zack Ryder) interfirió a favor de Edge.
- Triple H derrotó a John Cena y retuvo el Campeonato de la WWE (19:37)[11]
  - Triple H cubrió a Cena después de un «Pedigree».

### 2009
Night of Champions 2009 tuvo lugar el 26 de julio de 2009 desde el Wachovia Center en Filadelfia, Pensilvania. El tema oficial del evento fue "Heavy Hitters" de David Rabidoux.

#### Resultados
- Dark Match: Cryme Tyme (Shad & JTG) (con Eve Torres) derrotaron a The Hart Dynasty (David Hart Smith & Tyson Kidd) (con Natalya)[12]
  - Shad cubrió a Kidd después de un «STO».
- Jeri-Show (Chris Jericho & The Big Show) derrotaron a The Legacy (Cody Rhodes & Ted DiBiase) y retuvo el Campeonato Unificado en Parejas de la WWE. (9:34)[13]
  - Show forzó a DiBiase a rendirse con un «Colossal Clutch».
  - Originalmente, Edge era la pareja de Jericho, pero sufrió una lesión en el tendón de Aquiles, eligiendo Jericho a Show como compañero.
- Christian derrotó a Tommy Dreamer y ganó el Campeonato de la ECW. (8:32)[14]
  - Christian cubrió a Dreamer después de un «Killswitch».
  - Después de la lucha, Christian y Dreamer se dieron la mano en señal de respeto.
- Kofi Kingston derrotó a Carlito, The Miz, Jack Swagger, Montel Vontavious Porter y Primo y retuvo el Campeonato de los Estados Unidos. (8:37)[15]
  - Kingston cubrió a Carlito después de un «Trouble in Paradise».
  - Originalmente, Big Show iba a estar presente en la lucha, pero fue sustituido por Primo al ser elegido como compañero de Jericho.
- Michelle McCool derrotó a Melina y retuvo el Campeonato Femenino. (6:12)[16]
  - McCool cubrió a Melina con un «Roll-Up».
- Randy Orton derrotó a Triple H y John Cena y retuvo el Campeonato de la WWE (22:22)[17]
  - Orton cubrió a Cena después de un «RKO».
  - Durante el combate, The Legacy (Cody Rhodes y Ted DiBiase) interfirieron a favor de Orton.
  - Originalmente Orton se rindió por un «Sharpshoother» de Triple H y un «Crossface» de Cena, pero el árbitro no declaró vencedor.
- Mickie James derrotó a Maryse y ganó el Campeonato de Divas. (8:38)[18]
  - James cubrió a Maryse después de revertir un «French Kiss» en un «Mickie-DDT».
- Rey Mysterio derrotó a Dolph Ziggler (con Maria) y retuvo el Campeonato Intercontinental. (17:03)[19]
  - Mysterio cubrió a Ziggler después de un «619».
- Jeff Hardy derrotó a CM Punk y ganó el Campeonato Mundial Peso Pesado. (19:58)[20]
  - Hardy cubrió a Punk después de un «Twist of Fate» y un «Swanton Bomb».

### 2010
Night of Champions 2010 tuvo lugar el 19 de septiembre de 2010 desde la Allstate Arena en Chicago, Illinois. El tema oficial del evento fue "Freefall" de Two Steps From Hell.

#### Resultados
- Dark Match: John Morrison derrotó a Ted DiBiase (con Maryse)[21]
  - Morrison cubrió a DiBiase después de un «Starship Pain».
- Dolph Ziggler (con Vickie Guerrero y Kaitlyn) derrotó a Kofi Kingston y retuvo el Campeonato Intercontinental. (12:42)[22]
  - Ziggler cubrió a Kingston después de un «Zig Zag».
  - Durante la lucha, Guerrero interfirió ayudando a Ziggler.
  - Si Dolph Ziggler era descalificado o perdía por cuenta fuera del ring, se le despojaría del título Intercontinental.
- The Big Show derrotó a CM Punk. (4:43)[23]
  - Show cubrió a Punk después de un «K.O. Punch».
- Daniel Bryan derrotó a The Miz (con Alex Riley) y ganó el Campeonato de los Estados Unidos. (12:29)[24]
  - Bryan forzó a The Miz a rendirse con un «LeBell Lock».
- La autoproclamada co-Campeona Femenina de la WWE Michelle McCool derrotó a la Campeona de las Divas de la WWE Melina y ganó el Campeonato de Divas de la WWE en un Unification Lumberjill Match. (6:34)[25]
  - McCool cubrió a Melina después de un «Simply Flawless».
  - Durante la lucha, Layla interfirió a favor de McCool.
  - Las leñadoras fueron Natalya, Eve Torres, Kelly Kelly, Rosa Mendes, Jillian, Brie Bella, Nikki Bella, Tamina, Gail Kim, Maryse, Alicia Fox y Layla.
  - Como consecuencia, el Campeonato Femenino de la WWE fue desactivado.
- Kane derrotó a The Undertaker en un No Holds Barred Match y retuvo el Campeonato Mundial Peso Pesado. (18:29)[26]
  - Kane cubrió a The Undertaker después revertir un «Tombstone Piledriver» en otro «Tombstone Piledriver».
- Drew McIntyre & Cody Rhodes ganaron un Tag Team Turmoil y ganaron los Campeonato en Parejas de la WWE. (11:42)[27]
  - The Usos (Jey Uso & Jimmy Uso) (con Tamina) derrotaron a The Hart Dynasty (David Hart Smith & Tyson Kidd) (c) (con Natalya) luego de que Jey cubriera a Kidd después de un «Bicycle Kick».
  - The Usos derrotaron a Santino Marella & Vladimir Kozlov luego de que Jimmy cubriera a Marella después de un «Samoan Drop».
  - Evan Bourne & Mark Henry derrotaron a The Usos luego de que Bourne cubriera a Jimmy después de un «World's Strongest Slam» de Henry y un «Air Bourne».
  - Drew McIntyre & Cody Rhodes derrotaron a Evan Bourne & Mark Henry luego de que Rhodes cubriera a Bourne después de un «Cross Rhodes».
- Randy Orton derrotó a Sheamus (c), Wade Barrett, John Cena, Edge y Chris Jericho en un Six-Pack Challenge Elimination Match y ganó el Campeonato de la WWE. (21:28)[28]
  - Orton cubrió a Jericho después de un «RKO». (1:29)
  - Cena cubrió a Edge después de un «Attitude Adjustment». (15:00)
  - Barrett cubrió a Cena después de un «Wasteland». (18:58)
  - Orton cubrió a Barrett después de un «RKO». (20:32)
  - Orton cubrió a Sheamus después de un «RKO». (21:28)
  - Durante el combate, The Nexus interfirió a favor de Barrett pero fueron atacados por Cena con una silla.
  - En esta lucha Barrett usó su oportunidad como ganador de NXT.

### 2011
Night of Champions 2011 tuvo lugar el 18 de septiembre de 2011 desde la HSBC Arena en Buffalo, Nueva York. Los temas oficiales del evento fueron "Magika" de Two Steps From Hell y "The Champion In Me" de 3 Doors Down.

#### Resultados
- Dark Match: Daniel Bryan derrotó a Heath Slater.[30]
  - Bryan forzó a Slater a rendirse con el «LeBell Lock».
- Air Boom (Evan Bourne & Kofi Kingston) derrotaron a The Awesome Truth (The Miz & R-Truth) por descalificación y retuvieron el Campeonato en Parejas de la WWE. (9:13)[31]
  - The Awesome Truth fue descalificado luego que The Miz atacara al árbitro.
  - Después de la lucha, The Awesome Truth atacó nuevamente al árbitro.
- Cody Rhodes derrotó a Ted DiBiase y retuvo el Campeonato Intercontinental. (10:41)[32]
  - Rhodes cubrió a DiBiase con un «Roll-Up».
- Dolph Ziggler (con Vickie Guerrero) derrotó a Jack Swagger, Alex Riley y John Morrison y retuvo el Campeonato de los Estados Unidos. (19:05)[33]
  - Ziggler cubrió a Morrison después de un «Gutwrench Powerbomb» de Swagger.
- Mark Henry derrotó a Randy Orton y ganó el Campeonato Mundial Peso Pesado. (13:13)[34][29]
  - Henry cubrió a Orton después de revertir un «RKO» en un «World's Strongest Slam».
- Kelly Kelly (con Eve Torres) derrotó a Beth Phoenix (con Natalya) y retuvo el Campeonato de Divas. (6:23)[35]
  - Kelly cubrió a Phoenix después de revertir un «Canadian Backbreaker» en un «Sunset Flip».
- John Cena derrotó a Alberto Del Rio (con Ricardo Rodríguez) ganando el Campeonato de la WWE. (14:22)[36]
  - Cena forzó a Del Rio a rendirse con un «STF».
- Triple H derrotó a CM Punk en un No Disqualification Match. (28:14)[37]
  - Triple H cubrió a Punk después de un «Pedigree».
  - Durante la lucha, R-Truth, The Miz y Kevin Nash interfirieron atacando a Triple H, Punk y al árbitro, y John Laurinaitis deteniendo al árbitro suplente cuando Triple H hacia el conteo y le permitió entrar cuando Punk hizo el conteo.
  - Si Triple H perdía, dejaría su puesto como COO de la empresa.
  - Originalmente Nash se iba a enfrentar a Punk, pero Triple H decidió que él mismo se enfrentaría a Punk.

### 2012
Night of Champions 2012 tuvo lugar el 16 de septiembre de 2012 desde el TD Garden en Boston, Massachusetts. El tema oficial del evento fue "Champions" de Kevin Rudolf, Lil Wayne y Limp Bizkit.

#### Resultados
- Pre-Show: Zack Ryder derrotó a Michael McGillicuty, Titus O'Neil, Jinder Mahal, Darren Young, Heath Slater, Drew McIntyre, Tensai (con Sakamoto), JTG, Brodus Clay (con Cameron & Naomi), Epico, Justin Gabriel, Tyson Kidd, Primo (con Rosa Mendes), Ted DiBiase y Santino Marella, en un 16-Man Over the Top Rope Battle Royal Match y ganó una oportunidad por el Campeonato de los Estados Unidos. (5:50)[38]
  - Ryder eliminó finalmente a Tensai, ganando la lucha.
  - Esta lucha fue transmitida en vivo en Facebook, YouTube y WWE.com media hora antes del evento.
  - Como resultado, Ryder enfrentó a Antonio Cesaro por el campeonato en el evento.
- The Miz derrotó a Cody Rhodes, Sin Cara y Rey Mysterio y retuvo el Campeonato Intercontinental. (13:37)[39]
  - The Miz cubrió a Rhodes después de un «Skull-Crushing Finale».
- Team Hell No (Kane & Daniel Bryan) derrotaron a R-Truth & Kofi Kingston, ganando el Campeonato en Parejas de la WWE. (8:30)[40]
  - Kane cubrió a Kingston después de un «Diving Splash» con ayuda de Bryan.
  - Originalmente, Kingston & R-Truth se enfrentarían a The Prime Time Players, pero perdieron su oportunidad contra Team Hell No el 10 de septiembre en Raw.
- Antonio Cesaro (con Aksana) derrotó a Zack Ryder y retuvo el Campeonato de los Estados Unidos. (7:08)[41]
  - Cesaro cubrió a Ryder después de un «Gotch-Style Neutralizer».
  - Ryder ganó la oportunidad por el campeonato contra Cesaro como resultado por ser el ganador del 16-Man Over the Top Rope Battle Royal Match que se realizó en el Pre-Show.
- Randy Orton derrotó a Dolph Ziggler (con Vickie Guerrero). (18:24)[42]
  - Orton cubrió a Ziggler después de un «RKO» en el aire.
  - El World Heavyweight Championship Money in the Bank de Ziggler no estaba en juego.
- Eve Torres derrotó a Layla y ganó el Campeonato de Divas. (7:01)[43]
  - Torres cubrió a Layla después de un «The Heartbreaker».
  - Originalmente, Layla iba a enfrentar a Kaitlyn, pero fue atacada antes de su lucha, siendo reemplazada por Torres.
- Sheamus derrotó a Alberto Del Rio (con Ricardo Rodríguez & David Otunga) reteniendo el Campeonato Mundial Peso Pesado. (15:17)[44]
  - Sheamus cubrió a Del Rio después de un «Brogue Kick».
  - Originalmente el «Brogue Kick» estaba prohibido, pero el Gerente General de SmackDown Booker T la reanudó.
- El Campeón de la WWE CM Punk (con Paul Heyman) y John Cena terminaron en un empate. (27:11)[45]
  - Punk y Cena quedaron con las espaldas planas después de que Cena le aplicara a Punk un «German Suplex» desde la segunda cuerda.
  - Originalmente, Cena fue declarado ganador de la lucha y nuevo campeón, pero el árbitro le dio el cinturón a Punk anunciando que había sido empate.
  - Como resultado, Punk retuvo el campeonato.
  - Después de la lucha, Punk atacó a Cena con el cinturón.

### 2013
Night of Champions 2013 tuvo lugar el 15 de septiembre de 2013 desde el Joe Louis Arena en Detroit, Míchigan. Los temas oficiales del evento fueron "Big Epic Night" de Jim Johnston y "Night of Gold" de CFO$.

#### Resultados
- Kick-Off: The Prime Time Players (Darren Young & Titus O'Neil) derrotaron a The Real Americans (Jack Swagger & Antonio Cesaro) (con Zeb Colter), 3MB (Heath Slater & Drew McIntyre) (con Jinder Mahal), Tons of Funk (Brodus Clay & Tensai) y The Usos (Jey Uso & Jimmy Uso) en un Tag Team Turmoil Match y ganaron una oportunidad por el Campeonato en Parejas de la WWE. (11:05)[46]
  - Tensai cubrió a McIntyre con un «Roll-Up». (1:33)
  - Swagger forzó a Clay a rendirse con un «Patriot Lock». (4:54)
  - Swagger forzó a Jey a rendirse con un «Patriot Lock». (9:10)
  - Young cubrió a Swagger después de un «Gut Check». (11:05)
- Curtis Axel (con Paul Heyman) derrotó a Kofi Kingston y retuvo el Campeonato Intercontinental. (13:56)[47]
  - Axel cubrió a Kingston después de un «Axehole».
- AJ Lee derrotó a Brie Bella, Naomi y Natalya y retuvo el Campeonato de Divas. (5:40)[48]
  - Lee forzó a Natalya a rendirse con un «Black Widow».
- Rob Van Dam (con Ricardo Rodríguez) derrotó al Campeón Mundial Peso Pesado Alberto Del Rio por descalificación. (13:36)[49]
  - Del Rio fue descalificado después de aplicarle un «Cross Armbreaker» a Van Dam y no soltarlo antes de la cuenta del árbitro.
  - Después de la lucha, Del Rio intentó atacar a Van Dam, pero este lo atacó y le aplicó un «Van Terminator».
  - Como consecuencia, Del Rio retuvo el campeonato.
- The Miz derrotó a Fandango (con Summer Rae). (7:49)[50]
  - The Miz forzó a Fandango a rendirse con un «Figure-Four Leglock».
- El Campeón Intercontinental Curtis Axel & Paul Heyman derrotaron a CM Punk en un No Disqualification Handicap Elimination Match. (15:47)[51]
  - Punk forzó a Axel a rendirse con un «Anaconda Vise». (10:30)
  - Heyman cubrió a Punk después de un «Spinebuster» de Ryback contra una mesa. (15:47)
  - Durante la lucha, Ryback interfirió a favor de Heyman.
  - El Campeonato Intercontinental de Axel no estaba en juego.
- Dean Ambrose derrotó a Dolph Ziggler y retuvo el Campeonato de los Estados Unidos. (9:45)[52]
  - Ambrose cubrió a Ziggler después de un «Dirty Deeds».
- The Shield (Seth Rollins & Roman Reigns) derrotó a The Prime Time Players (Darren Young & Titus O'Neil) y retuvieron el Campeonato en Parejas de la WWE. (7:27)[53]
  - Rollins cubrió a O'Neil después de un «Spear» de Reigns.
- Daniel Bryan derrotó a Randy Orton y ganó el Campeonato de la WWE. (17:34)[54]
  - Bryan cubrió a Orton después de un «Running Knee».
  - El Campeonato de la WWE quedó vacante un día después en Raw debido a que el árbitro Scott Armstrong hizo la cuenta de 3 rápidamente.

### 2014
Night of Champions 2014 tuvo lugar el 21 de septiembre de 2014 desde el Bridgestone Arena en Nashville, Tennessee. El tema oficial del evento fue "Night of Gold" de CFO$.

#### Resultados
- Gold & Stardust derrotaron a The Usos (Jey Uso & Jimmy Uso) y ganaron el Campeonato en Parejas de la WWE. (13:27)[55]
  - Stardust cubrió a Jey con un «Roll-up».
- Sheamus derrotó a Cesaro y retuvo el Campeonato de los Estados Unidos. (13:06)[56]
  - Sheamus cubrió a Cesaro después de un «Brogue Kick».
- The Miz (con Damien Mizdow) derrotó a Dolph Ziggler (con R-Truth) y ganó el Campeonato Intercontinental. (9:22)[57]
  - The Miz cubrió a Ziggler con un «Roll-up».
  - Durante la lucha, Mizdow interfirió distrayendo a Ziggler.
- Seth Rollins derrotó a Roman Reigns por abandono. (00:00)[58]
  - Rollins fue declarado ganador después de que Reigns no pudiera presentarse a la lucha debido a que sufrió una hernia el día anterior.
  - Un reto abierto fue puesto por Rollins, siendo Dean Ambrose quien lo respondió, sin embargo, nunca sonó la campana y se dieron golpes entre el público.
  - Posteriormente The Authority interfirió y miembros del equipo de seguridad se llevaron a Ambrose amarrado fuera de la arena.
- Rusev (con Lana) derrotó a Mark Henry. (9:01)[59]
  - Rusev forzó a Henry a rendirse con un «The Accolade».
- Randy Orton derrotó a Chris Jericho. (16:21)[60]
  - Orton cubrió a Jericho después de un «RKO» en el aire.
- AJ Lee derrotó a Paige (c) y Nikki Bella y ganó el Campeonato de Divas. (8:41)[61]
  - Lee forzó a Paige a rendirse con un «Black Widow».
- John Cena derrotó al Campeón Mundial Peso Pesado de la WWE Brock Lesnar (con Paul Heyman) por descalificación. (14:10)[62]
  - Lesnar fue descalificado después de que Seth Rollins interfiriera en la lucha y atacara a Cena con el maletín de Money in the Bank.
  - Como resultado, Lesnar retuvo el campeonato.
  - Después de la lucha, Rollins le aplicó un «Curb Stomp» a Lesnar y luego intentó cobrar su maletín, pero Cena lo atacó antes de que pudiera sonar la campana.
  - Después de la lucha, Lesnar le aplicó un «F-5» a Cena.

### 2015
Night of Champions 2015 tuvo lugar el 20 de septiembre de 2015 desde el Toyota Center en Houston, Texas. El tema oficial del evento fue "Night of Gold" de CFO$.

#### Resultados
- Kick-Off: The Cosmic Wasteland (Stardust, Konnor & Viktor) derrotaron a Neville & The Lucha Dragons (Kalisto & Sin Cara). (9:44)[63]
  - Stardust cubrió a Neville después de un «The Queen's Crossbow».
- Kevin Owens derrotó a Ryback y ganó el Campeonato Intercontinental. (9:32)[64]
  - Owens cubrió a Ryback después de revertir un «Shell Shocked» en un «Roll-up»
- Dolph Ziggler derrotó a Rusev (con Summer Rae). (13:47)[65]
  - Ziggler cubrió a Rusev después de un «Zig-Zag».
  - Durante la lucha, Rae le arrojó accidentalmente uno de sus tacones a Rusev, causando su distracción.
- The Dudley Boyz (Bubba Ray & D-Von) derrotaron a los Campeones en Parejas de la WWE The New Day (Big E & Kofi Kingston) (con Xavier Woods) por descalificación. (9:57)[66]
  - The New Day fue descalificado después de que Woods atacara a Bubba Ray mientras cubría a Kingston.
  - Como resultado, The New Day retuvo los campeonatos.
  - Después de la lucha, The Dudley Boyz le aplicaron un «3D» a Woods sobre una mesa.
- Charlotte (con Paige & Becky Lynch) derrotó a Nikki Bella (con Brie Bella & Alicia Fox) y ganó el Campeonato de Divas. (12:47)[67]
  - Charlotte forzó a Nikki a rendirse con un «Figure Eight».
  - Después de la lucha, Ric Flair celebró junto con Charlotte, Paige & Lynch.
  - Si Nikki perdía por descalificación o por cuenta fuera, perdería el título.
- The Wyatt Family (Bray Wyatt, Luke Harper & Braun Strowman) derrotó a Roman Reigns, Dean Ambrose & Chris Jericho. (13:05)[68]
  - Strowman dejó K.O. a Jericho con un «Lifting Arm Triangle Choke».
  - Después de la lucha, Jericho abandonó el ring chocando desafiantemente su hombro con Ambrose.
  - Antes de empezar la lucha, un fanático ingreso al ring, pero fue retirado por la seguridad de la WWE.
- John Cena derrotó a Seth Rollins y ganó el Campeonato de los Estados Unidos. (16:01)[69]
  - Cena cubrió a Rollins después de un «Attitude Adjustment».
  - Después de la lucha, Cena le aplicó a Rollins un «Attitude Adjustment» sobre el suelo, impidiendo que Rollins escapara y evitara su lucha contra Sting.
  - El Campeonato Mundial Peso Pesado de la WWE de Rollins no estaba en juego.
- Seth Rollins derrotó a Sting y retuvo el Campeonato Mundial Peso Pesado de la WWE. (14:52)[70]
  - Rollins cubrió a Sting después de revertir un «Scorpion Deathlock» en un «Roll-up».
  - Durante la lucha, Sting sufrió una lesión de cuello.
  - Después de la lucha, Sheamus intentó canjear su maletín de Money in the Bank, pero Kane enmascarado hizo su retorno y lo impidió.
  - Después de la lucha, Kane atacó con un «Chokeslam» a Sheamus y a Rollins, y a este último le aplicó un «Tombstone Piledriver».
  - Esta fue la última lucha de Sting como luchador profesional activo hasta su regreso en 2021.

### 2023
Night of Champions 2023 tuvo lugar el 27 de mayo de 2023 en el Jeddah Superdome en Yeda, Arabia Saudita. Originalmente, se iba a realizar el King and Queen of the Ring en la misma fecha y lugar, sin embargo, el 13 de abril del 2023, se reveló que la WWE descartó estos planes por razones desconocidas y que el evento de Arabia Saudita sería la décima edición de Night of Champions, reviviendo así el evento que se había realizado anualmente entre 2007 y 2015. Además de que se transmitió en pago por evento tradicional en todo el mundo y WWE Network en los mercados internacionales, fue la primera edición de Night of Champions en emitirse en vivo en Peacock en los Estados Unidos (debido a la fusión de WWE Network con Peacock en marzo de 2021). El tema oficial del evento fue "Prizefighter" de Blame My Youth.

#### Antecedentes
En Backlash, Cody Rhodes derrotó a Brock Lesnar. En el siguiente episodio de Raw, Rhodes participó en el torneo por el Campeonato Mundial Peso Pesado. Durante el combate de triple amenaza de primera ronda, Lesnar interfirió y atacó a Rhodes, lo que le costó una oportunidad por el título. Posteriormente, Lesnar desafió a Rhodes a otro combate en Night of Champions.
En el evento principal de la Noche 1 de WrestleMania 39, Kevin Owens y Sami Zayn derrotaron a The Usos (Jey & Jimmy Uso) para ganar el Campeonato Indiscutible en Parejas de la WWE, poniendo fin al largo reinado de The Usos como campeones y posteriormente, retenerlos en una revancha en el episodio del 28 de abril de SmackDown, cuyo episodio estuvo marcado por la primera jornada del Draft. En Backlash, The Bloodline (The Usos & Solo Sikoa) derrotó a Owens, Zayn y Matt Riddle, en una lucha por equipos de seis hombres, con Sikoa ganando la lucha para The Bloodline, aunque hubo conflictos entre Sikoa y sus hermanos. En el siguiente SmackDown, el líder de The Bloodline, el campeón indiscutible de WWE Roman Reigns, elogió a Sikoa y expresó su decepción con The Usos, por la pérdida de los títulos y la incapacidad de recuperarlos. El mánager del grupo, Paul Heyman, anunció que podía conseguir otra lucha por el Campeonato en parejas para The Bloodline. Sin embargo, en lugar de The Usos, serían Reigns y Sikoa desafiando a Owens y Zayn en Night of Champions.
Lo anterior marcó el primer evento de Zayn en Arabia Saudita desde una gira de WWE Live en 2014, debido a que las relaciones entre Arabia Saudita y Siria se restablecieron después de haber sido suspendidas en medio del conflicto sirio que estalló en 2011, lo que provocó que Zayn no trabajara en los espectáculos saudíes de WWE desde entonces. Esto también marcó el primer evento saudí de WWE de Owens desde Greatest Royal Rumble en abril de 2018, ya que no había trabajado en ninguno de los otros programas, según informes en apoyo de Zayn.
En el episodio del 15 de mayo de Raw, se programó una battle royal para determinar el contendiente número uno por el Campeonato Intercontinental de Gunther en Night of Champions. El encuentro lo ganó Mustafa Ali.
En la Noche 2 de WrestleMania 39, Bianca Belair derrotó a Asuka para retener el Campeonato Femenino de Raw. Durante el Draft del 2023, ambas fueron reclutadas para SmackDown. En el episodio del 12 de mayo de SmackDown, durante la celebración de Belair por convertirse en la campeona femenina de la WWE con el reinado más largo de la era moderna, Asuka, en su primera aparición desde WrestleMania 39, interrumpió y estrechó la mano de Belair para luego escupirle rocío verde. El 18 de mayo, se anunció que Belair defendería el Campeonato Femenino de Raw contra Asuka en Night of Champions.
En el episodio del 8 de mayo de Raw, la campeona femenina de SmackDown, Rhea Ripley, derrotó a Dana Brooke en una lucha sin título. Después del match, Ripley continuó atacando a Brooke, lo que llevó a Natalya a acudir en su ayuda. La semana siguiente, Natalya dijo que Ripley atacando a una mujer ya derrotada fue una falta de respeto, y la campeona le respondió que sólo quería estar en el ring con ella para volver a ser relevante y afirmó que si Natalya la interrumpía nuevamente, terminaría con su carrera. En el siguiente episodio, Ripley declaró que terminaría la carrera de Natalya en Night of Champions, por lo que se confirmó un combate entre las dos por el Campeonato Femenino de SmackDown en el evento.
En el capítulo del 10 de abril de Raw, Becky Lynch y Lita perdieron el Campeonato en Parejas Femenino ante Liv Morgan y Raquel Rodríguez con Trish Stratus reemplazando a Lita, quien había sido atacada por un desconocido en el backstage. Luego de perder la lucha, Stratus, quien había recibido el pin, atacó a Lynch, convirtiéndose en heel por primera vez desde 2005. La semana siguiente, Stratus reveló que fue ella quien atacó a Lita ya que Lynch creía que ella era la responsable de hacer relevante a la división femenina, restándole importancia a ella. Stratus también declaró que Lynch nunca dijo "gracias" por su impacto en la división femenina y que no volvería a ser la compañera de nadie. Después de semanas de Stratus burlándose de Lynch, ésta regresó en el episodio del 8 de mayo, atacándola. La semana siguiente, Lynch desafió a Stratus a un combate en Night of Champions, que fue confirmado el siguiente episodio.
Torneo por el Campeonato Mundial Peso Pesado
En el episodio del 24 de abril de Raw, el director de contenido de WWE, Triple H, reveló el nuevo Campeonato Mundial de Peso Pesado para la marca que no seleccionó al Campeón Universal Indiscutible de la WWE, Roman Reigns, en el Draft de la WWE del 2023 y que el campeón sería coronado en Night of Champions. Durante el draft, Reigns fue reclutado para SmackDown, lo que hizo que el Campeonato Mundial Peso Pesado fuera exclusivo de Raw. Para coronar al nuevo campeón, se programó un torneo que incluía luchadores de ambas marcas con un soporte para cada marca. La primera ronda y las semifinales de cada grupo se programaron para los episodios del 8 y 12 de mayo de Raw y SmackDown, respectivamente. Los encuentros de la primera ronda de cada episodio consistieron en dos luchas de triple amenaza con los respectivos ganadores avanzando a las semifinales en una lucha individual la misma noche, y esos respectivos ganadores avanzando a la lucha final por el campeonato en Night of Champions. Los 12 participantes del torneo fueron revelados el 7 de mayo en el canal de YouTube de la WWE. El grupo de Raw fue ganado por Seth "Freakin" Rollins, mientras que el grupo de SmackDown fue ganado por AJ Styles, programando así a Rollins para enfrentar a Styles en la final del torneo por el Campeonato Mundial Peso Pesado en Night of Champions.
|  | Primera Ronda                          | Primera Ronda                          | Primera Ronda                          |            |                        | Semifinales                            | Semifinales                            | Semifinales                            |  |                        | Final                           | Final                           | Final                           |  |
|  | Raw (8 de mayo) SmackDown (12 de mayo) | Raw (8 de mayo) SmackDown (12 de mayo) | Raw (8 de mayo) SmackDown (12 de mayo) |            |                        | Raw (8 de mayo) SmackDown (12 de mayo) | Raw (8 de mayo) SmackDown (12 de mayo) | Raw (8 de mayo) SmackDown (12 de mayo) |  |                        | Night of Champions (27 de mayo) | Night of Champions (27 de mayo) | Night of Champions (27 de mayo) |  |
|  |                                        |                                        |                                        |            |                        |                                        |                                        |                                        |  |                        |                                 |                                 |                                 |  |
|  |                                        |                                        |                                        |            |                        |                                        |                                        |                                        |  |                        |                                 |                                 |                                 |  |
|  | Seth "Freakin" Rollins                 | Seth "Freakin" Rollins                 | Pin                                    |            |                        |                                        |                                        |                                        |  |                        |                                 |                                 |                                 |  |
|  | Seth "Freakin" Rollins                 | Seth "Freakin" Rollins                 | Pin                                    |            |                        |                                        |                                        |                                        |  |                        |                                 |                                 |                                 |  |
|  | Damian PriestShinsuke Nakamura         | Damian PriestShinsuke Nakamura         | 13:25                                  |            |                        |                                        |                                        |                                        |  |                        |                                 |                                 |                                 |  |
|  | Damian PriestShinsuke Nakamura         | Damian PriestShinsuke Nakamura         | 13:25                                  |            | Seth "Freakin" Rollins | Seth "Freakin" Rollins                 | Pin                                    |                                        |  |                        |                                 |                                 |                                 |  |
|  |                                        |                                        |                                        |            | Seth "Freakin" Rollins | Seth "Freakin" Rollins                 | Pin                                    |                                        |  |                        |                                 |                                 |                                 |  |
|  |                                        |                                        | Finn Bálor                             | Finn Bálor | 13:30                  |                                        |                                        |                                        |  |                        |                                 |                                 |                                 |  |
|  | Finn Bálor                             | Finn Bálor                             | Finn Bálor                             | Finn Bálor | 13:30                  | Pin                                    |                                        |                                        |  |                        |                                 |                                 |                                 |  |
|  | Finn Bálor                             | Finn Bálor                             |                                        |            |                        |                                        |                                        |                                        |  |                        |                                 |                                 |                                 |  |
|  | Cody RhodesThe Miz                     | Cody RhodesThe Miz                     | 9:30                                   |            |                        |                                        |                                        |                                        |  |                        |                                 |                                 |                                 |  |
|  | Cody RhodesThe Miz                     | Cody RhodesThe Miz                     | 9:30                                   |            |                        |                                        |                                        |                                        |  | Seth "Freakin" Rollins | Seth "Freakin" Rollins          | Pin                             |                                 |  |
|  |                                        |                                        |                                        |            |                        |                                        |                                        |                                        |  | Seth "Freakin" Rollins | Seth "Freakin" Rollins          | Pin                             |                                 |  |
|  |                                        |                                        | AJ Styles                              | AJ Styles  | 20:40                  |                                        |                                        |                                        |  |                        |                                 |                                 |                                 |  |
|  | Bobby Lashley                          | Bobby Lashley                          | AJ Styles                              | AJ Styles  | 20:40                  | Pin                                    |                                        |                                        |  |                        |                                 |                                 |                                 |  |
|  | Bobby Lashley                          | Bobby Lashley                          |                                        |            |                        |                                        |                                        |                                        |  |                        |                                 |                                 |                                 |  |
|  | Austin TheorySheamus                   | Austin TheorySheamus                   | 13:10                                  |            |                        |                                        |                                        |                                        |  |                        |                                 |                                 |                                 |  |
|  | Austin TheorySheamus                   | Austin TheorySheamus                   | 13:10                                  |            | Bobby Lashley          | Bobby Lashley                          | Pin                                    |                                        |  |                        |                                 |                                 |                                 |  |
|  |                                        |                                        |                                        |            | Bobby Lashley          | Bobby Lashley                          | Pin                                    |                                        |  |                        |                                 |                                 |                                 |  |
|  |                                        |                                        | AJ Styles                              | AJ Styles  | 12:05                  |                                        |                                        |                                        |  |                        |                                 |                                 |                                 |  |
|  | AJ Styles                              | AJ Styles                              | AJ Styles                              | AJ Styles  | 12:05                  | Pin                                    |                                        |                                        |  |                        |                                 |                                 |                                 |  |
|  | AJ Styles                              | AJ Styles                              |                                        |            |                        |                                        |                                        |                                        |  |                        |                                 |                                 |                                 |  |
|  | Rey MysterioEdge                       | Rey MysterioEdge                       | 16:15                                  |            |                        |                                        |                                        |                                        |  |                        |                                 |                                 |                                 |  |
|  | Rey MysterioEdge                       | Rey MysterioEdge                       | 16:15                                  |            |                        |                                        |                                        |                                        |  |                        |                                 |                                 |                                 |  |
|  |                                        |                                        |                                        |            |                        |                                        |                                        |                                        |  |                        |                                 |                                 |                                 |  |

#### Resultados
- Seth "Freakin" Rollins derrotó a AJ Styles y ganó el inaugural Campeonato Mundial de Peso Pesado (20:40).[86]
  - Rollins cubrió a Styles después de un «Curb Stomp».
  - Después de la lucha, Triple H le entregó el campeonato a Rollins y le dio la mano en señal de respeto.
- Trish Stratus derrotó a Becky Lynch (14:40).[94]
  - Stratus cubrió a Lynch después de un «Stratusfaction».
  - Durante la lucha, Zoey Stark interfirió a favor de Stratus.
  - Como resultado de esto la nariz de Lynch sufrió una lesión legítima.
- Gunther derrotó a Mustafa Ali y retuvo el Campeonato Intercontinental (8:30).[95]
  - Gunther cubrió a Ali después de un «Last Symphony».
- Asuka derrotó a Bianca Belair y ganó el Campeonato Femenino de Raw (15:00).[96]
  - Asuka cubrió a Belair después de dos «Spin Kick».
  - Durante la lucha Asuka roció su «Green Mist» pero Belair no la recibió por lo que, después Asuka escupió en su mano para cegar a Belair por medio de sus dedos.
  - Está es la primera vez que el título se ganó fuera de Estados Unidos.
- Rhea Ripley derrotó a Natalya y retuvo el Campeonato Femenino de SmackDown (1:10).[97]
  - Ripley cubrió a Natalya después de un «Riptide».
  - Durante la lucha, Dominik Mysterio interfirió a favor de Ripley.
  - Esto marca una derrota a Natalya el día de su cumpleaños
- Brock Lesnar derrotó a Cody Rhodes (9:40).[98]
  - El árbitro detuvo la lucha después de que Rhodes quedará inconsciente tras un «Kimura Lock» de Lesnar.
  - Rhodes luchó con el brazo izquierdo lesionado, luego de que Lesnar lo atacara en los capítulos de Raw previos al evento (kayfabe).
- Kevin Owens & Sami Zayn derrotaron a The Bloodline (Roman Reigns & Solo Sikoa) (con Paul Heyman) y retuvieron el Campeonato Indiscutible en Parejas de la WWE (26:30).[77]
  - Zayn cubrió a Sikoa después de un «Helluva Kick».
  - Durante la lucha, The Usos (Jey Uso & Jimmy Uso) interfirió a favor de The Bloodline, pero terminó atacando, accidentalmente, a Sikoa. Tras ello, Reigns confrontó a The Usos y Jimmy lo atacó, cambiando a face.

### 2025
Night of Champions 2025 tuvo lugar el 28 de junio de 2025 en el Kingdom Arena en Riad, Arabia Saudita.

#### Antecedentes
En el episodio del 6 de junio de SmackDown, se anunció el torneo King of the Ring, cuya edición número 24 comenzó en el episodio de Raw del 9 de junio. El torneo continuó desarrollándose en los siguientes episodios de Raw y SmackDown. La final se llevará a cabo en Night of Champions, y el ganador obtendrá una oportunidad por el campeonato mundial de su respectiva marca en SummerSlam. Las llaves del torneo fueron presentadas en ese mismo episodio de Raw del 9 de junio.En el SmackDown del 20 de junio, Randy Orton derroto a Sami Zayn clasificando a la final del torneo, y posteriormente en el Raw del 23 de junio, Cody Rhodes derroto a Jey Uso y avanza a la final del torneo.
Durante el episodio de SmackDown del 6 de junio también se anunció el torneo Queen of the Ring, en su tercera edición, el cual dio inicio en Raw el 9 de junio. Al igual que el torneo masculino, continuó en episodios de Raw y SmackDown. La final se celebrará en Night of Champions, y la ganadora obtendrá una lucha por el campeonato mundial de su respectiva marca en SummerSlam. Las llaves del torneo se revelaron en ese mismo episodio de Raw del 9 de junio.En el episodio del 20 de junio de SmackDown, Asuka derrota a Alexa Bliss clasificando a la final de torneo, y posteriormente en el Raw del 23 de junio, Jade Cargill derrota a Roxanne Perez y avanza a la final del torneo.
En el Royal Rumble, tanto John Cena como CM Punk participaron en el Men's Royal Rumble Match, pero ninguno logro la victoria.  Ambos se clasificaron posteriormente para la Elimination Chamber Match donde se disputaba una oportunidad por el Campeonato Indiscutido de WWE, entonces en manos de Cody Rhodes. En Elimination Chamber, los dos finalistas fueron justamente Cena y Punk. Sin embargo, la intervención de Seth Rollins, quien aplicó un Curb Stomp a Punk, permitió a Cena encerrarlo en el STF para conseguir la victoria. Esa misma noche, Cena traicionó a Rhodes, marcando un inesperado turn heel. La noche siguiente en Raw, Punk expresó su frustración por no haber logrado su tan deseado «Main Event» de WrestleMania, culpando tanto a Cena como a Rollins por ello. En WrestleMania 41, Punk perdió su combate ante Rollins, en el que también participó Roman Reigns, mientras que Cena derrotó a Rhodes y gano el Campeonato Indiscutido de WWE. Más adelante, Cena fue derrotado en Money in the Bank, Cena apareció en el episodio de Raw del 9 de junio para reflexionar sobre los rivales que había vencido durante su reinado. Siendo interrumpido por un viejo enemigo: Punk, quien lo retó a una lucha por el Campeonato Indiscutible esa misma noche. Sin embargo, Cena aceptó el reto con una condición: que el combate se realice en Night of Champions, en Arabia Saudita, haciendo alusión a las críticas públicas que Punk había hecho anteriormente sobre ese país. Punk aceptó, y más tarde el combate fue oficializado.En el SmackDown de esa misma semana, saldría Cena a hablar sobre Punk y Rollins, siendo posteriormente confrontado por distintos rivales; no obstante, fue atacado por Ron Killings. En backstage, Killings fue confrontado por el gerente general de SmackDown, Nick Aldis, pactándose una lucha para la siguiente semana contra Cena. Más adelante, saldría a hablar de nuevo, siendo confrontado esta vez por Punk, previo a su lucha. Cuando finalizó, fue atacado de nuevo por Killings con un STF, mientras Punk le dijo: "Te gusta la verdad, y la verdad duele". La siguiente semana, en SmackDown, la lucha terminó en descalificación después de que Cena atacara con el título a Killings. Salió Punk a defenderlo, pero terminó siendo atacado por Cena, quien lo dejó caído sobre una mesa y dio una promo similar a la Pipebomb de Punk del 2011, previo a su combate en Money in the Bank de ese mismo año.
Tras WrestleMania XL, Cody Rhodes derrotó a Roman Reigns y gano el Campeonato Indiscutido de WWE. La posterior ausencia de Reigns provocó cambios importantes dentro de The Bloodline. Solo Sikoa, asumiendo el liderazgo en ausencia de su primo, se autoproclamó el nuevo «Tribal Chief». Expulsó a Jimmy Uso y a Paul Heyman del grupo, e incorporó a Tama Tonga y Tonga Loa. The Bloodline, bajo el mando de Sikoa, entró en rivalidad con Kevin Owens, Randy Orton y el propio Rhodes. En Money in the Bank 2024, se pactó una lucha por equipos, previo a su lucha Sikoa reclutó a Jacob Fatu como su ejecutor personal, quien se presentó con la frase “I Love Solo”. En SummerSlam, durante una lucha entre Sikoa y Rhodes por el campeonato, Reigns regresó y atacó a su primo, iniciando una intensa rivalidad por el control de The Bloodline. Esto llevó distintas luchas durante meses llevando a una lucha decisiva en el episodio especial de Raw en Netflix, donde Reigns derrotó a Sikoa y fue reconocido nuevamente como el verdadero «Tribal Chief». Semanas después, en SmackDown, Sikoa intentó volver al grupo, pero finalmente lo abandonó, lo que permitió que  Fatu asumiera el liderazgo. A partir de ahí, Fatu cambió su visión sobre Sikoa y comenzó su camino individual. El 7 de febrero, Sikoa reapareció para apoyar a Fatu, pero pronto surgieron tensiones entre ambos. A pesar de ello, Fatu consiguió una oportunidad titular en WrestleMania 41, donde derrotó a LA Knight y gano el Campeonato de los Estados Unidos. En el SmackDown del 25 de abril, mientras Fatu celebraba su victoria con Sikoa, fue interrumpido por Knight exigiendo su revancha. Con la inclusión de Drew McIntyre y Damian Priest, el gerente general de SmackDown, Nick Aldis pactó una lucha entre los cuatro en Backlash, donde Fatu retuvo el título gracias a la intervención de Sikoa y un nuevo integrante: JC Mateo. Sin embargo, las tensiones entre Fatu y Sikoa aumentaron. Sikoa clasificó a Men's Money in the Bank Ladder Match, pero en el SmackDown del 6 de junio, Fatu lo escuchó insultándolo mientras hablaba con Mateo. Lo que llevo a Fatu traicionar a Sikoa en Money in the Bank del 2025, costándole la lucha. En el SmackDown del 13 de junio, Sikoa anunció que aceptaría de nuevo a Fatu en el grupo. La semana siguiente, Sikoa se disculpó, pero Fatu lo rechazó, afirmando que Sikoa había cambiado desde que él ganó el título. Fatu lo retó a una lucha por el título, y aunque Sikoa intentó atacarlo, Fatu lo impidió. JC Mateo se unió a Sikoa en el ataque, pero Fatu tomó la delantera con la ayuda de su primo Uso. Más tarde esa noche, Fatu anunció que, tras conversar con Aldis, defendería el Campeonato de los Estados Unidos ante Sikoa en Night of Champions.
En el Raw del 17 de julio de 2023, Raquel Rodríguez y Liv Morgan defendían el  el Campeonato Femenino de Parejas de WWE, cuando fueron atacadas por Rhea Ripley, quien en ese momento ostentaba el Campeonato Mundial Femenino. Este ataque provocó la derrota de Rodríguez y Morgan, además de una lesión para Rodríguez. Días después, Rodríguez desafió en varias ocasiones a Ripley por el título mundial, aunque sin éxito. Poco tiempo después, Rodríguez se ausentó de la programación debido a una enfermedad, mientras Ripley retomó su rivalidad con Morgan. Tiempo más tarde, en SummerSlam, Liv Morgan logró retener el Campeonato Mundial Femenino frente a Ripley gracias a la traición de Dominik Mysterio y los otros miembros de The Judgment Day. Meses después, en Bad Blood, Rodríguez regresó para ayudar a Morgan contra Ripley. Tras varios enfrentamientos, en el especial de Raw en Netflix, Ripley derrotó a Morgan y recuperó el título, a pesar de la interferencia de Mysterio y Rodríguez a favor de Morgan. Después de ese combate, Ripley y Rodríguez iniciaron distintas rivalidades. En el episodio del 9 de junio de Raw, Rodríguez intervino en la lucha clasificatoria de Ripley para el Queen of the Ring, costándole la victoria a favor de Morgan. La semana siguiente, Ripley interfirió en la lucha clasificatoria de Rodríguez y provocando su eliminación. En el episodio del 23 de junio, Rodríguez retó a Ripley, lo que desencadenó una intensa pelea entre ambas. Durante el enfrentamiento, Rodríguez aplicó una Tejana Bomb a Ripley atravesando una mesa. Más tarde esa noche, Ripley exigió al gerente general de Raw, Adam Pearce, una lucha contra Rodríguez, la cual fue oficializada como una Street Fight para Night of Champions.
En el Raw 13 de enero, se produjo una confrontación entre Sami Zayn, Karrion Kross y The Miz en el backstage. A partir de ese momento, Zayn y Kross protagonizaron varios enfrentamientos tras bastidores, en los que Kross intentaba convencer a Zayn de abrazar su lado oscuro, burlándose además de sus repetidos fracasos en la búsqueda del Campeonato Mundial. Finalmente, ambos tomaron caminos distintos. Zayn se enfrentó a Kevin Owens en Elimination Chamber en un Unsanctioned Match, del cual salió derrotado. Por su parte, Kross centró su atención en AJ Styles, intentando llevarlo al límite psicológico mientras este se preparaba para su combate contra Logan Paul en WrestleMania 41. La rivalidad entre Zayn y Kross se retomó después de WrestleMania, con el regreso de Zayn a Raw. Kross lo confrontó, afirmando que debía haber aceptado la oferta de Seth Rollins y Paul Heyman de mudarse a SmackDown para buscar nuevas oportunidades titulares. La tensión aumentó tras la derrota de Zayn en la lucha clasificatoria para el Men's Money in the Bank Ladder Match, donde Kross volvió a afirmar que Zayn nunca sería campeón mundial. Finalmente, tras su eliminación en las semifinales del King of the Ring, Zayn fue nuevamente confrontado por Kross en el episodio del 23 de junio de Raw. Esta vez, tras ser insultado una vez más, Zayn reaccionó golpeando a Kross y anunció que, tras una conversación con el gerente general de Raw, Adam Pearce, se había oficializado un combate entre ambos. Más tarde esa misma noche, se confirmó que el enfrentamiento tendría lugar en Night of Champions.

#### Resultados
- Cody Rhodes derrotó a Randy Orton y ganó la final del King of the Ring (19:45).[103]
  - Rhodes cubrió a Orton después de un «Cross Rhodes».
  - Como resultado, Rhodes ganó una oportunidad por el Campeonato Indiscutido de WWE en SummerSlam.
- Rhea Ripley derrotó a Raquel Rodríguez en un Street Fight (14:00).[122]
  - Ripley cubrió a Rodríguez después de un «Avalanche Riptide» desde una mesa colocada en la tercera cuerda.
  - Durante la lucha, Roxanne Perez interfirió a favor de Rodríguez.
- Sami Zayn derrotó a Karrion Kross (con Scarlett) (13:35).[125]
  - Zayn cubrió a Kross después de un «Helluva Kick».
  - Durante la lucha, Scarlett interfirió a favor de Kross.
- Solo Sikoa derrotó a Jacob Fatu y ganó el Campeonato de los Estados Unidos (12:15).[119]
  - Sikoa cubrió a Fatu después de un «Samoan Spike».
  - Durante la lucha, JC Mateo, Tonga Loa, que regresaba, y Tala Tonga, quien hizo su debut, interfirieron a favor de Sikoa.
- Jade Cargill derrotó a Asuka y ganó la final del Queen of the Ring (8:30).[106]
  - Cargill cubrió a Asuka después de un «Jaded».
  - Como resultado, Cargill ganó una oportunidad por el Campeonato Femenino de WWE en SummerSlam.
- John Cena derrotó a CM Punk y retuvo el Campeonato Indiscutido de WWE (26:15).[112]
  - Cena cubrió a Punk después de un «Curb Stomp» de Seth Rollins.
  - Durante la lucha, Rollins, Paul Heyman, Bron Breakker y Bronson Reed atacaron a Cena y Punk, intentando cobrar el contrato Money in the Bank de Rollins, pero fueron detenidos por Penta y Sami Zayn.